# クーン郡区 (アイオワ州ブエナビスタ郡)
クーン郡区は、アメリカ合衆国、アイオワ州、ブエナビスタ郡にある16の郡区の一つである。2000年の国勢調査で、人口は237人だった。

## 地理
クーン郡区は、93.8平方キロメートル（36.23平方マイル)で、組み込まれている自治体(incorporated settlements)は存在しない。アメリカ地質調査所によると、この郡区はSaint Johns LutheranとVarinaの2つの霊園が含まれる。